# The Beach Boys' Christmas Album
The Beach Boys' Christmas Album, julalbum utgivet i oktober 1964 på skivbolaget Capitol Records av The Beach Boys. Christmas Album var gruppens sjunde studioalbum och det åttonde totalt (på bara två år). Det är producerad av Brian Wilson.
Albumet nådde Billboard-listans 6:e plats.

## Låtlista
Singelplacering i Billboard inom parentes
1. Little Saint Nick (Brian Wilson) (#3)
2. The Man With All the Toys (Brian Wilson) (#3)
3. Santa's Beard (Brian Wilson)
4. Merry Christmas, Baby (Brian Wilson)
5. Christmas Day (Brian Wilson)
6. Frosty the Snowman (S. Nelson/J. Rollins)
7. We Three Kings of Orient Are (John Hopkins)
8. Blue Christmas (B. Hayes/J. Johnson)
9. Santa Claus is Comin' to Town (J. F. Coots/H. Gillespie)
10. White Christmas (Irving Berlin)
11. I'll be Home For Christmas (W. Kent/K. Gannon)
12. Auld Lang Syne(traditional)
13. Little Saint Nick (singelversion) (Brian Wilson) (#3)
14. The Lord's Prayer (Albert Hay Malotte)
15. Little Saint Nick (alternativ version) (Brian Wilson)
16. Auld Lang Syne (alternativ version) (traditional)

Fotnot: 13 - 16 är bonusspår på cd-utgåvan från 1991.